# 霜降山
霜降山（しもふりやま）は、山口県宇部市にある標高約250mの山である。

## 概要
霜降山は霜降岳（本城）（標高250m）を中心に、前城（標高246m）、後城（標高236m）、中城（標高170m）の4つの山で構成されている。中世にはこれらの山々に渡って厚東氏の山城が築かれた。付近には男山や観音岳という山もあり、これらの山々は市民から憩いの場として親しまれている。

## 歴史
1179年（治承3年）に厚東武光が霜降城を築いた。城といっても、土塁や空堀などを設けただけの山城である。後に大内弘世によって攻められ落城した。

## 地理
男山山頂付近には駐車場があり、山口県道219号西岐波吉見線から登山道に入り車で山頂付近まで登ることが出来る。
展望台があり、宇部市街を見渡すことが出来る。
登山道は、持世寺ルートや広福寺（中山観音）ルートなどの11ルートがある。以下は主なルート。
- 持世寺コース（持世寺橋）[2]
- 末信コース（末信橋）[2]
- 末信コース（末信橋）[2]
- 管理道コース[2]
- 馬の背コース[2]
- 中山コース[2]
- 男山コース[2]

## 放送送信施設
- 当山の中腹には、コミュニティ放送であるエフエムきららの送信所が置かれている。
- 置局住所は「山口県宇部市善和字鳥越93-1」。

| 放送局名       | コールサイン | 周波数  | 空中線電力 | ERP | 放送対象地域                   | 放送区域内人口 | 開局年月日    |
| エフエムきらら | JOZZ8AH-FM   | 80.4MHz | 20W        | 47W | 宇部・小野田地域および周辺地域 | 約30万人       | 2002年7月14日 |

## アクセス
- 鉄道は、JR宇部駅または厚東駅で下車。
- バス(全て宇部市交通局）
  - 宇部駅・厚東駅より「西11系統」「西13系統」で、「霜降山登山口」バス停(末信コース）「持世寺温泉入口」バス停(持世寺コース)下車。
  - 宇部駅より「羽11系統」「羽96系統」で、宇部新川駅より「羽95系統」「羽96系統」で「中山観音」バス停(中山観音コース）・(霜降山管理道コース)下車。
  - 宇部駅より「羽11系統」、宇部新川駅より「羽90系統」「羽94系統」で「男山入口」バス停（男山コース）下車。
- 車の場合は、山陽自動車道（宇部下関線）の宇部ICで降り、国道490号を萩市方面に向かい、善和（よしわ）交差点を山口県道219号持世寺方面に左折する。

## 周辺
- 持世寺温泉
- 広福寺（中山観音）

## 備考
- 山陽自動車道（宇部下関線）の霜降山トンネルは当山の真下を貫通している。また、JR山陽本線（厚東～宇部間）は当山の麓を通過している。